# Playa de las Américas
Playa de las Américas óceánparti üdülőhely a Kanári-szigeteken, Tenerife sziget nyugati részében, Arona település déli és délnyugati részében, a szomszédos Adeje közelében. Alig fél évszázados múltra tekint vissza: az 1960-as években épült Los Cristianos város mellett, nyugat felé az Adejei Part felé nyúlóan. Tele van bárokkal, éjszakai szórakozóhelyekkel, éttermekkel. Strandjait jórészt Afrikából importált homok borítja a helyi fekete vulkanikus homok helyett. Playa de las Américas Tenerife éjszakai életének a központja.

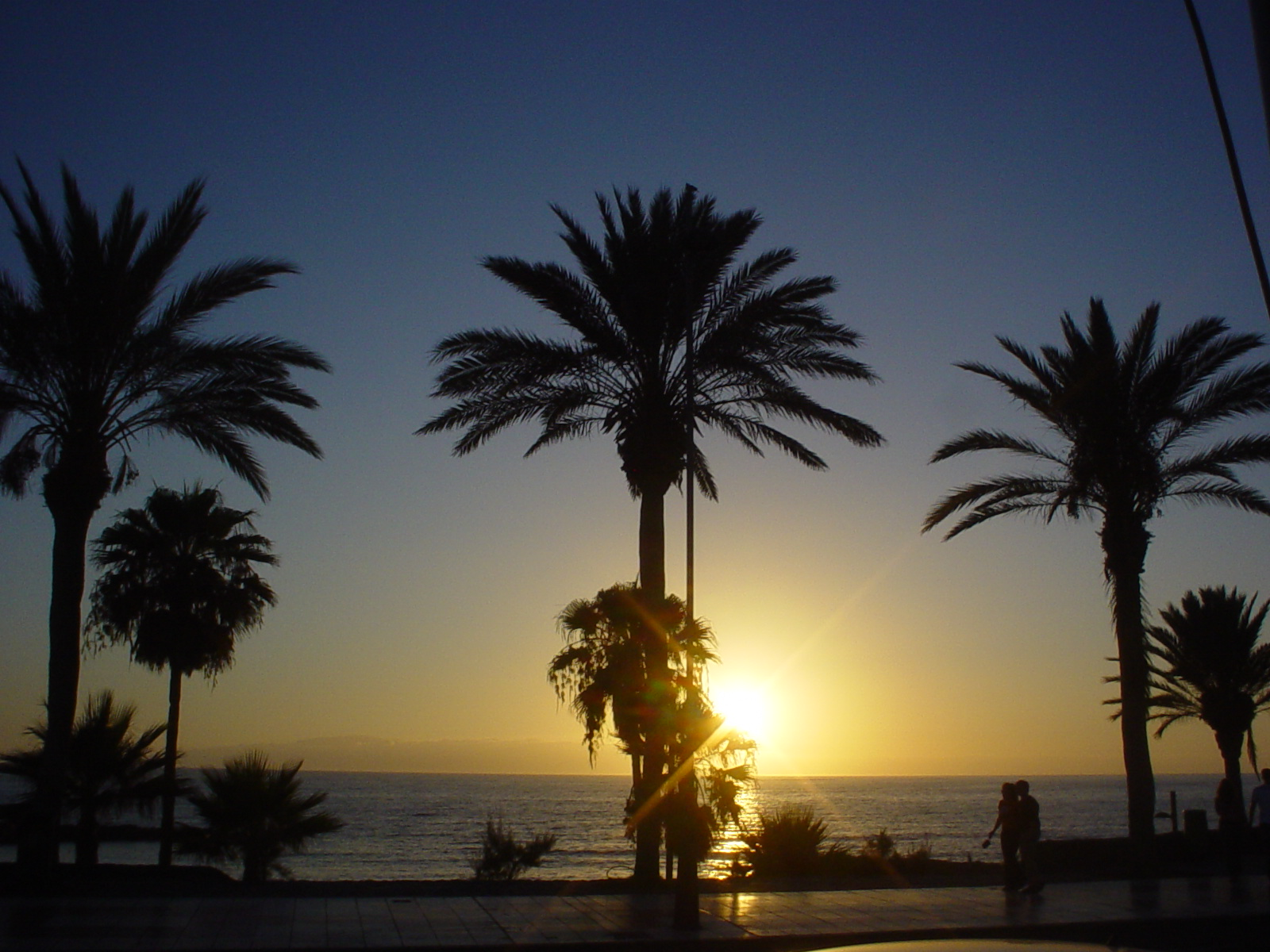
Playa de las Américas, naplemente

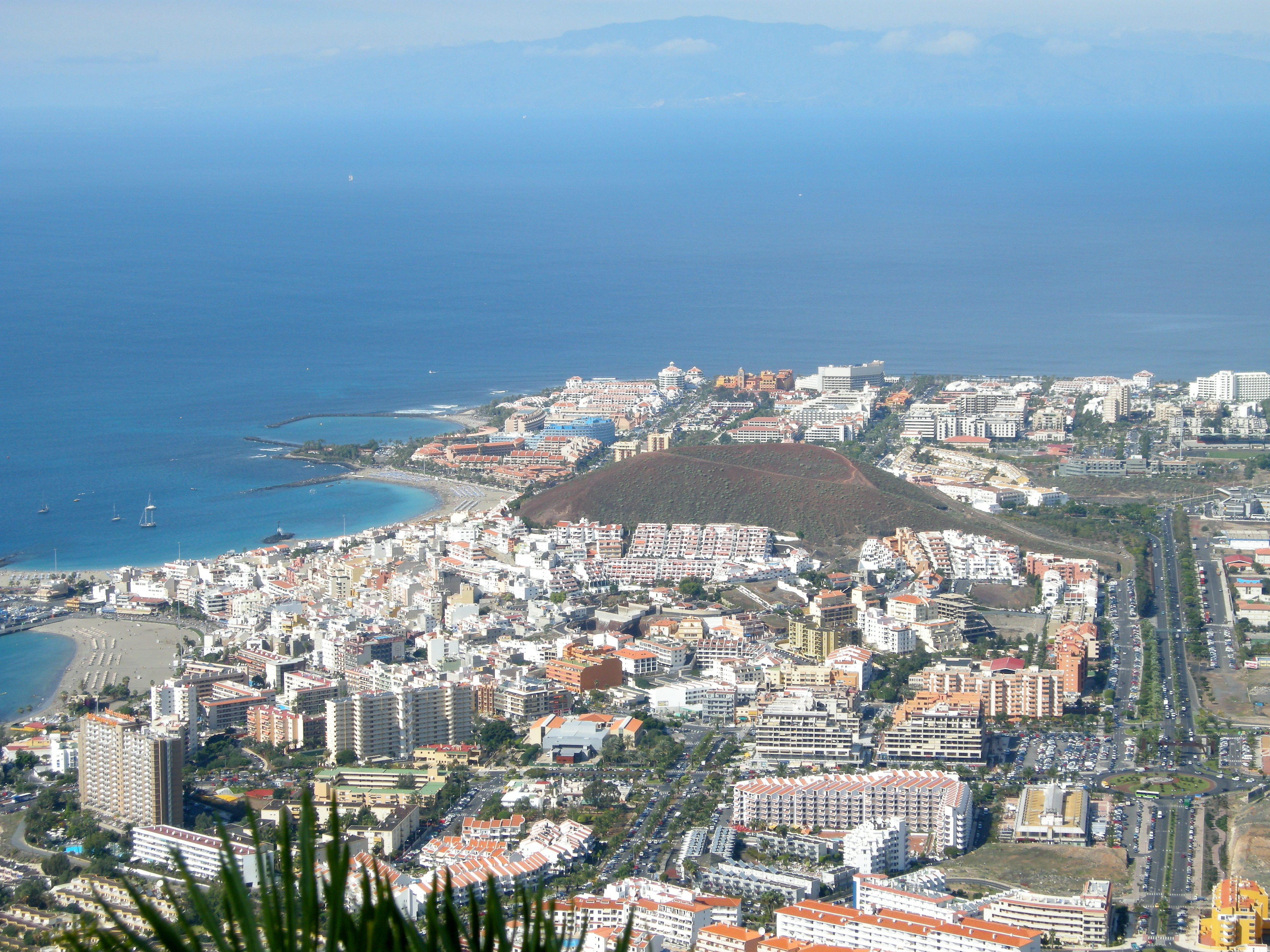
Los Cristianos és Las Américas - látkép a Montaña de Guazáról

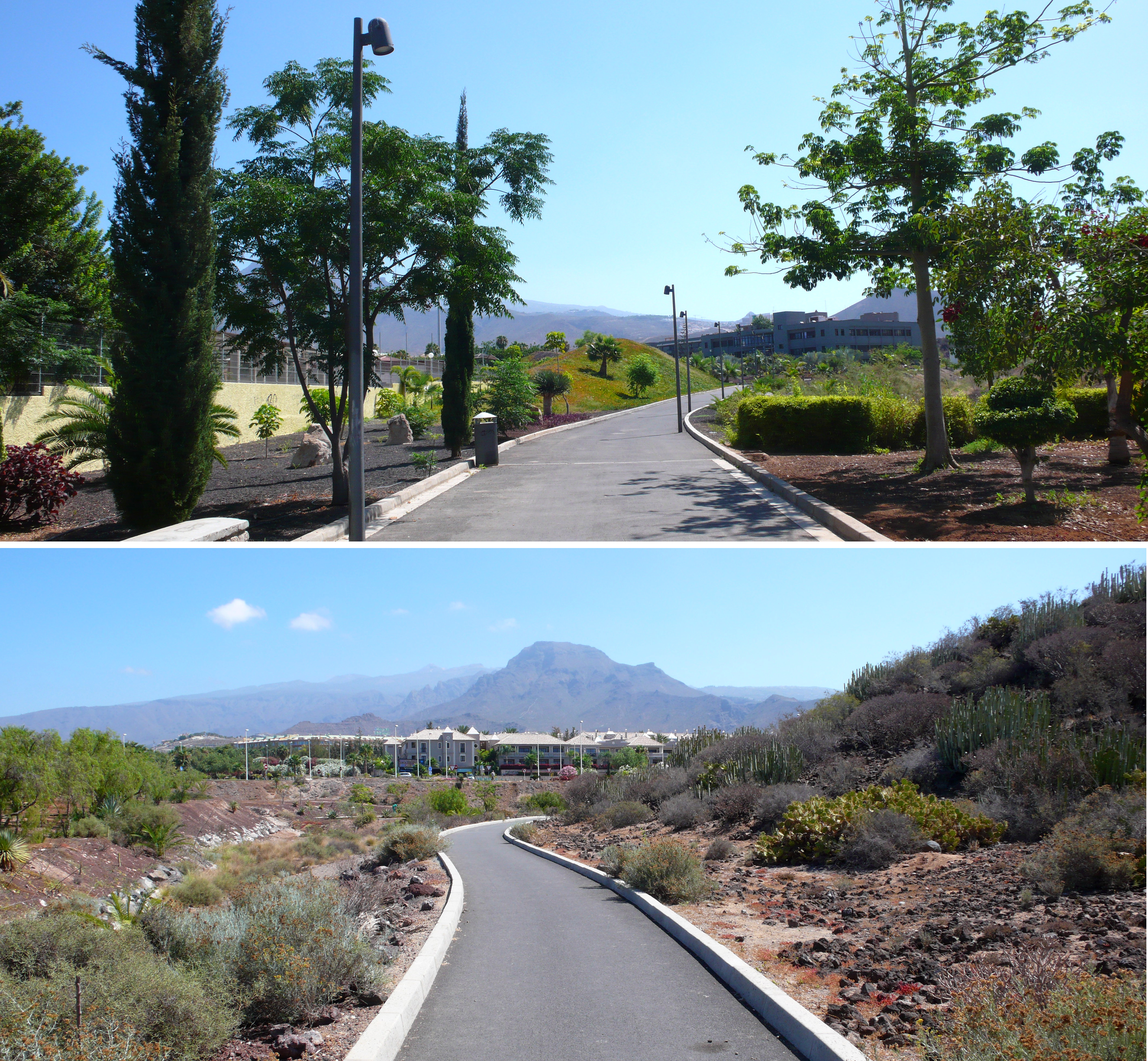
Arona Központi Park (Parque Central de Arona)

## Strandjai
Az üdülőhelynek öt fő strandja van.

### Playa de El Bobo
Ez a strand, a legészakabbi, a H10 Gran Tinerfe hotelnél van. 

### Playa de Troya
Hullámtörők védik, így itt nem zavarják nagy hullámok a fürdőzőt. A Trójai szakadék (spanyolul Barranco de Troya) közelében van.

### Playa de las Américas
Szörfözőhely.

### Playa Honda
A közelében elképesztő dinnyekaktuszokat lehet látni.

### Playa del Camisón
A legdélebbi strand.

## Arona Központi Park
Az Arona Központi Park (Parque Central de Arona) 42 ezer négyzetméteres közpark terekkel, játszóterekkel, parkolókkal és trópusi és kanári-szigeteki növényekkel. Playa de las Américas központjában van, a stadion szomszédjában. Mellette lakóházal, főiskolai és bírósági épületek vannak, és egy kórház. 

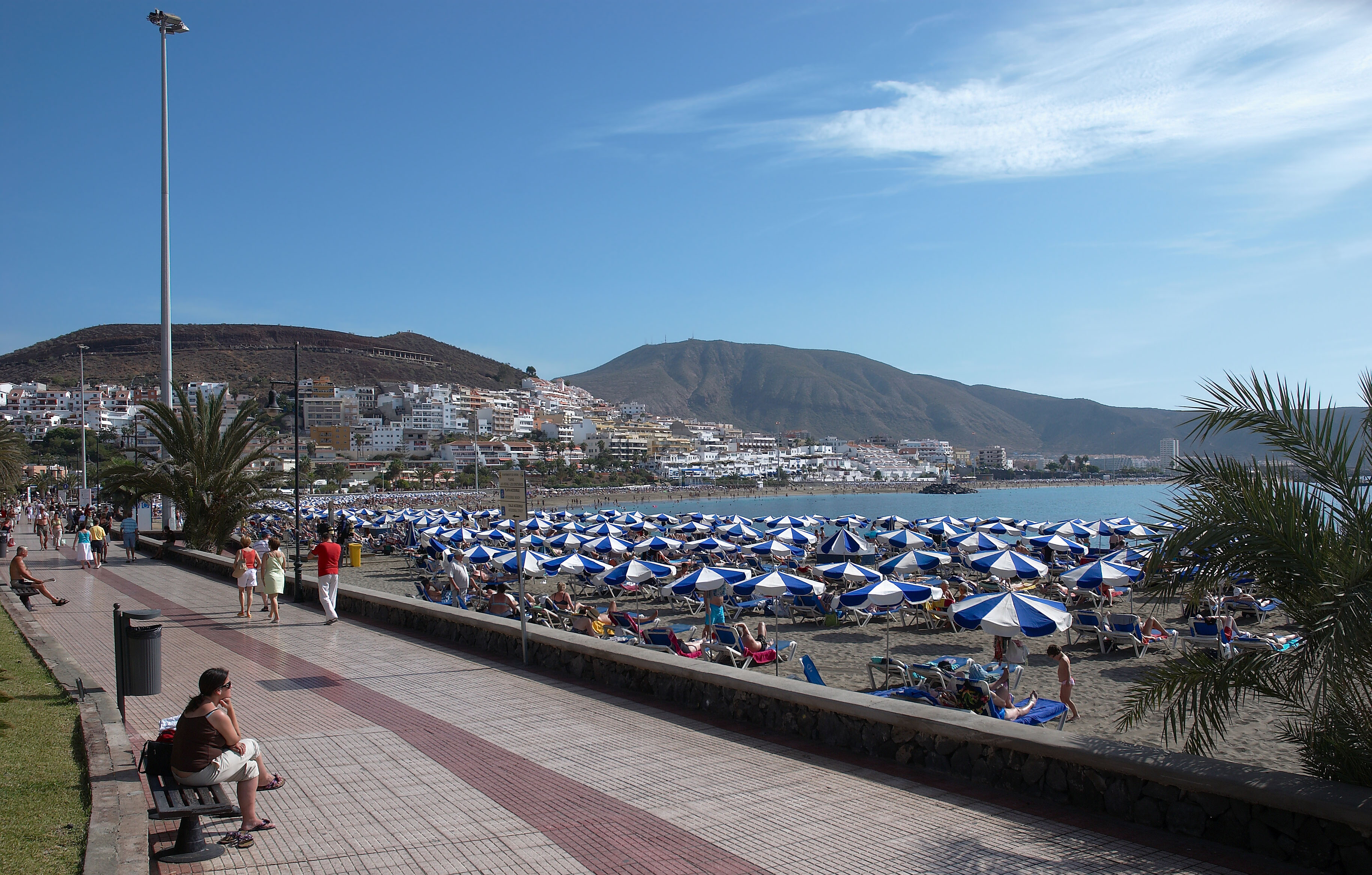
Strand Playa de Las Américas közelében

## Külső hivatkozások
- Arona.org General information site in English and Spanish
- Playa de las Américas -beaches World Travel Guide